# Muariolanza
Muariolanza – polski zespół muzyczny ambient-jazzowy, założony przez Mariusza Orzełowskiego, absolwenta Instytutu Jazzu Akademii Muzycznej im. Karola Szymanowskiego w Katowicach. Zespół gra ambient jazz z elementami reggae, funk i noise.

## Działalność
Muariolanza zadebiutowała wydaną przez BCD Records płytą Muarioland w 2006 roku. W 2007 odbyli trasę koncertową po południowej Polsce, występując między innymi na 2. Off Festivalu. Wiosną 2008 roku ukazała się druga płyta, Po drugiej stronie Przemszy, nagrana podczas pięciogodzinnej sesji w marcu 2007. Poza nagranymi w studiu nagraniowym albumami, zespół własnym sumptem przygotował dwie EPki z serii Muariolanza Home, nagrane w domowym studiu i sprzedawane na koncertach. W 2012 roku zespół zmienił skład.
Muzycy Muariolanza angażują się też w poboczne projekty: Orzełowski i Mietła tworzą Hipnoza Just Duet, Pierre jest liderem zespołu Massive Experimental Quartet, Orzełowski i Babko w 1995 założyli też grupę Młajli: dwa utwory z repertuaru tej ostatniej znalazły się jako dodatek na debiutanckim albumie. Po odejściu z Muariolanzy, Marcin Babko i Pierre założyli grupę hipiersoniK.

## Skład (pierwszy)

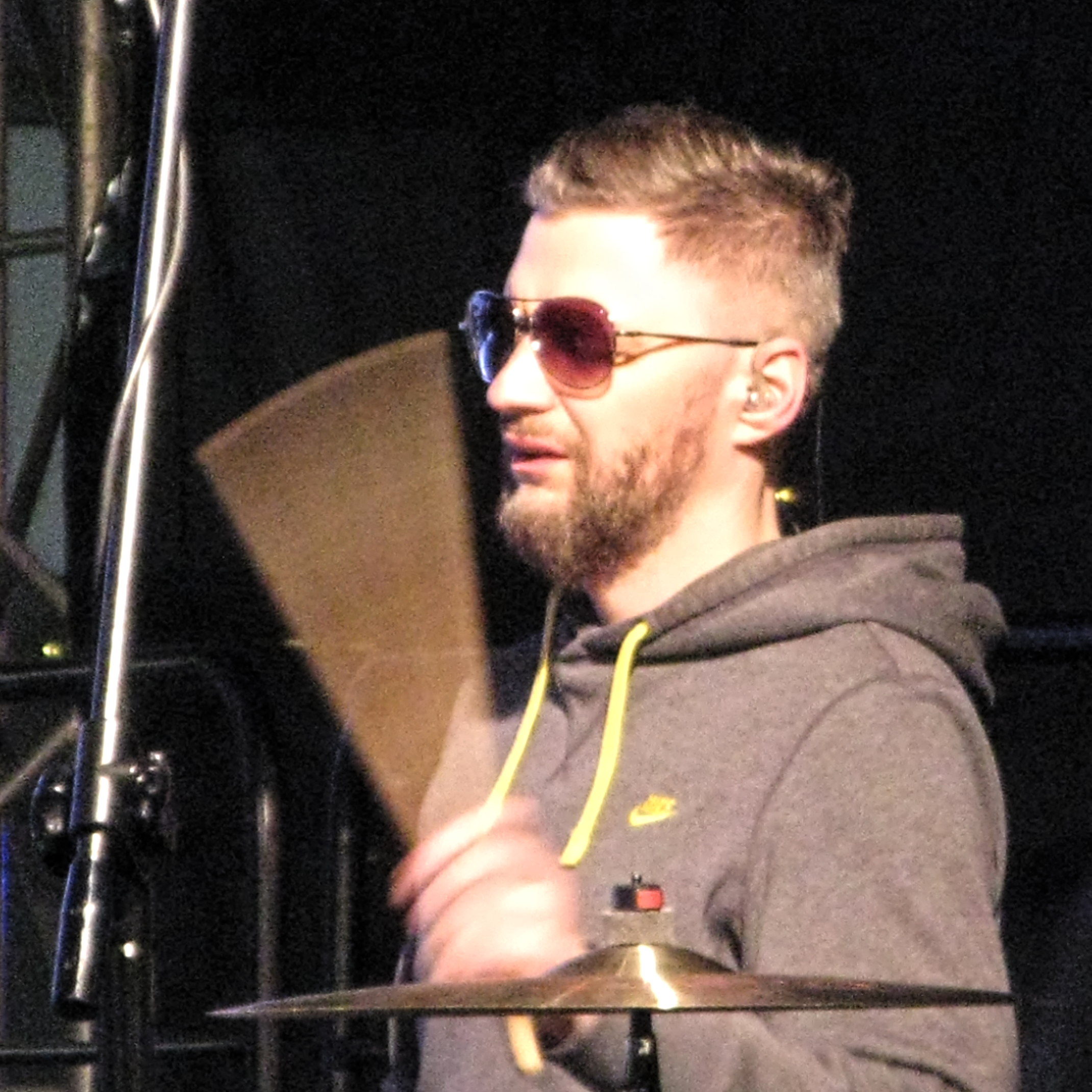
Piotr Penkała (Pierre) (2018)

- Mariusz Orzełowski (gitara)
- Marcin Babko (głos, pogłos)
- Dominik Mietła (trąbka)
- Sylwester Walczak (bas)
- Pierre (perkusja)

## Skład (drugi)
- Mariusz Orzełowski (gitara)
- Dominik Mietła (trąbka)
- Dominik Bieńczycki (piano)
- Dominik Grab (kontrabas)
- Łukasz Kurek (perkusja)

## Dyskografia
- Muarioland (BCD Records, 2006)
- Po drugiej stronie Przemszy (W Moich Oczach, 2008)
- Wszystko będzie inaczej (W Moich Oczach, 2009)
- Muafrika (Falami, 2011)
- Jazzbient (BTW Publishing 2013)